# Прапор Серединної Литви
Прапор Республіки Середнинна Литва, невизнаної короткочасної маріонеткової республіки Польщі, був встановлений 12 жовтня 1920 року і використовувався до 18 квітня 1922 року, коли держава припинила своє існування. 

## Дизайн
Прапор офіційно визначався як червоний прапор з орлом і Погонею (лицар на коні).  Він складається з 2 геробових фігур, розташованих поруч один з одним посередині. Праворуч срібний (білий) орел, а ліворуч срібна (біла) Погоня, фігура, яка складається з лицаря з мечем у правій руці та щита з Лотарингзьким хрестом у лівій, який сидить на коні, що стрибає. 

## Історія
Прапор був встановлений як символ держави 12 листопада 1920 року декретом № 1 головнокомандуючого армією Серединної Литви.  Він перестав використовуватися після приєднання Республіки Серединна Литва до складу Польщі 18 квітня 1922 року.